# Позабюджетні фонди України
Позабюджетні фонди — кошти держави, що мають цільове призначення і не включаються до Державного бюджету, перебувають у розпорядженні центральних і місцевих органів влади та є складовою фінансових ресурсів місцевого рівня. В Україні державні цільові фонди створюються відповідно до вимог законодавства, а їх доходи формуються за рахунок визначених законодавством податків і зборів (обов'язкових платежів) юридичних осіб (незалежно від форми власності) та фізичних осіб. Державні цільові фонди поділяються на дві групи: загальнодержавні та місцеві.
Загальнодержавні цільові фонди — це фонди, які створюються на загальнодержавному рівні з метою фінансування загальнодержавних програм.
Місцеві фонди формуються місцевими органами самоврядування для забезпечення виконання місцевих програм.

## Пенсійний фонд України
Пенсійний фонд є центральним органом виконавчої влади, що здійснює керівництво й управління солідарною системою загальнообов'язкового державного пенсійного страхування, здійснює збір, акумуляцію та облік страхових внесків, призначає пенсії та готує документи для її виплати; надає допомоги на поховання; контролює цільове використання коштів.
Основні завдання Пенсійного фонду України полягають у:
- забезпеченні фінансування витрат на виплату пенсій відповідно до законів України;
- зборі й акумуляції внесків, призначених для пенсійного забезпечення і виплати допомоги;
- розширенні відновлення засобів Пенсійного фонду України на основі принципів самофінансування;
- участі у фінансуванні програм соціальної підтримки пенсіонерів, інвалідів та інших категорій населення й у страхуванні здоров'я пенсіонерів через страхові компанії;
- організації міжнародного співробітництва у сфері пенсійного забезпечення;
- контролі за своєчасним надходженням страхових внесків у цей фонд;
- контролі за правильним використанням засобів фонду;
- участі у підготовці пропозицій до державних програм соціального розвитку;
- участі у підготовці нормативних актів, спрямованих на вдосконалення системи пенсійного забезпечення і порядку підвищення розміру пенсій у зв'язку зі зміною індексу споживчих цін тощо.

## Загальнообов'язкове державне соціальне страхування
Загальнообов'язкове державне соціальне страхування — система прав, обов'язків і гарантій, яка передбачає надання соціального захисту за рахунок грошових фондів, що формуються шляхом сплати страхових внесків, надання бюджетних коштів та інших джерел згідно з чинним законодавством України.
Загальнообов'язкове державне соціальне страхування здійснюється позабюджетними страховими фондами, які є страховиками з окремих видів соціального страхування. Вони беруть на себе зобов'язання формувати доходи і надавати застрахованим особам матеріальне забезпечення та соціальні послуги у зв'язку з настанням страхових випадків.
Джерелами формування доходів бюджетів позабюджетних фондів можуть бути:
1. обов'язкові внески та збори;
2. добровільні внески і пожертвування;
3. цільові надходження з бюджету;
4. кредити;
5. доходи від розміщення тимчасово вільних коштів;
6. надходження з інших законодавчо визначених джерел.

Обов'язкові внески страхувальників-роботодавців і застрахованих осіб є основним джерелом доходів бюджету соціального фонду і становлять близько 80 % його обсягу. Розміри внесків визначаються залежно від того, що вони забезпечують:
- надання особам матеріального забезпечення та соціальних послуг;
- фінансування заходів, спрямованих на профілактику страхових випадків;
- створення резерву коштів для забезпечення виплат і надання послуг застрахованим особам;
- покриття витрат страхувальника, пов'язаних зі здійсненням страхування.

Розміри внесків та зборів на обов'язкове державне соціальне страхування щорічно встановлюються Верховною Радою України за поданням Кабінету Міністрів відповідно для роботодавців і застрахованих осіб водночас із затвердженням державного бюджету на відповідний рік.
Чинним законодавством регламентується порядок формування доходів (розміри обов'язкових внесків, граничний розмір об'єкта оподаткування, строки сплати, звітність) та використання коштів (види виплат і послуг, окремі абсолютні розміри, перелік одержувачів та умови надання допомог).